# Azatan
Azatan – wieś w Armenii, w prowincji Szirak. W 2011 roku liczyła 4838 mieszkańców.